# Chiesa di Sant'Antonio (Tonara)
La chiesa di Sant'Antonio è un edificio religioso situato a Tonara, centro abitato della Sardegna centrale. Consacrata al culto cattolico, fa parte della parrocchia di San Gabriele, arcidiocesi di Oristano.
Edificata nel XVI secolo, conserva al proprio interno un pulpito ligneo di notevole interesse e pregevoli dipinti murari raffiguranti scene di vita del santo titolare, Antonio di Padova.